# Wikkespitssnuitkever
De wikkespitssnuitkever (Oxystoma pomonae) is een keversoort behorend tot de spitsmuisjes. Hij leeft nauw oligofaag op Fabaceae en Leguminosae.

## Kenmerken
Volwassen exemplaren hebben een lengte van 2,5 tot 3,6 mm. De kever heeft een metaal blauwe of blauwgroene glans. De ogen zijn groot en bol en de vorm van het rostrum is bovenaf sterk versmald. Elytra zijn het breedst rond het midden, met schuine schouders en golvend voor de top. De poten zijn helemaal donker. Het mannelijk rostrum is korter dan het pronotum en breder en minder sterk versmald in zijaanzicht. Het vrouwelijk rostrum is even lang als het pronotum en smaller en sterker versmald in zijaanzicht.

## Levenswijze
Larven en poppen komen voor in niet vervormde peulen. Een larve gebruikt meestal twee zaden voor zijn ontwikkeling.

## Waardplanten
De kever komt voor op de volgende waardplanten:
- Lathyrus pratensis (Veldlathyrus)
- Lathyrus tuberosus (Aardaker)
- Vicia cracca (Vogelwikke)
- Vicia dumetorum
- Vicia faba (Tuinboon)
- Vicia pannonica
- Vicia sativa (Smalle wikke)
- Vicia sepium (Heggenwikke)
- Vicia villosa (Bonte wikke)